# Mattia Pesce
Mattia Pesce (né le 3 décembre 1989 à Scorzè) est un nageur italien, spécialiste de la brasse.

## Biographie
Lors des championnats d'Europe de natation 2012 à Debrecen, Mattia Pesce obtient une médaille de bronze.